# HIS空戰英豪online
HIS空戰英豪online（英語譯名：heroes in the sky）是個線上飛行射擊遊戲，遊戲以第二次世界大戰作為遊戲背景，讓玩家扮演著遊戲中第二次世界大戰的飛行員。

## 戰機機種
在空戰英豪中，玩家可以選擇兩種陣營分別是同盟國和軸心國，兩種陣營都有不同的機種。

（以下資料皆以台灣版的為準）

### 同盟國
英國：鬥牛犬、格鬥士、颶風式、噴火式、颱風式

美國：P-12、P-36、F2A水牛式、P-39空中眼鏡蛇、F4F野貓、P-38閃電式、P-40戰鷹、P-47雷霆、F6F地獄貓、P-51野馬

蘇聯：I-15、I-16、Yak-1、Yak-7、Yak-9、LaGG-3、La-5、IL-2對地攻擊機

轟炸機：惠特利式、哈利法克斯式、史特林式、B-17空中堡壘、SBD無畏式、圖波列夫SB-2、伊留申 DB-3

管制機：布倫漢式、標緻鬥士式、蚊式

### 軸心國
德國：阿拉多Ar65、亨克爾He51、梅塞施密特Bf109B∕D∕E∕F、福克沃爾夫Fw190A、亨克爾He112、亨克爾He100

日本：Ki-10九五式、A5M九六式、A6M2∕M3零式、N1K1-J紫電、Ki-27九七式、Ki-43Ⅰ∕Ⅱ隼

義大利：CR.32、CR.42隼式、G.50飛箭式、MC.200箭式、MC.202閃電式、MC.205灰獵犬、Re.2000隼式、Re.2002牡羊座

管制機：梅塞施密特Bf110、容克斯Ju88、亨克爾He219、JIN月光

轟炸機：道尼爾Do17、容克斯Ju87斯圖卡、亨克爾He111、道尼爾Do217、G4M一式陸攻、G5N深山、Ki-48九九式、Ki-49吞龍

## 外部連結
- （繁體中文）HIS空戰英豪台灣官方網站
- （繁體中文）HIS空戰英雄香港官方網站
- HIS空戰英豪日本官方網站